# Högsboleden
Högsboleden är en trafikled i Göteborg som förbinder Dag Hammarskjöldsleden med Västerleden nära Älvsborgsbron.  Den är fyrfilig och korsningsfri större delen av sträckan, men i öster är den av vanlig landsvägstyp med en cirkulationsplats och delvis fyrfilig med ett trafikljus. Den byggdes 1966 i samband med bygget av det stora bostadsområdet Högsbohöjd. 

## Trafikplatser
|                                                              | Nr | Namn             | Skyltning                                         |
| ------------------------------------------------------------ | -- | ---------------- | ------------------------------------------------- |
| Korsningfri fyrfältsväg mellan Västerleden och Högsbohöjd    |    |                  |                                                   |
|                                                              |    | Kungstensmotet   | E6.20 Oslo, Hisingen, Mölndal, Centrum, Kungssten |
|                                                              |    | Högsbohöjdsmotet | Högsbohöjd                                        |
| Tvåfältsväg mellan Högsbohöjd och Slottskogsgatan            |    |                  |                                                   |
|                                                              |    | Svalebomotet     | Axel Dahlströms torg                              |
|                                                              |    | Frölundaborg     | Centrum                                           |
| Fyrfältsväg mellan Slottskogsgatan och Dag Hammarsköldsleden |    |                  |                                                   |
|                                                              |    | Marklandsgatan   | Flatås                                            |
|                                                              |    | Flatåsmotet      | Särö, Flatås, Högsbo                              |